# 鹿児島市交通局700形電車
鹿児島市交通局700形電車（かごしましこうつうきょく700がたでんしゃ）は1966年（昭和41年）に登場した鹿児島市交通局（鹿児島市電）の路面電車車両である。701ABから704ABまで在籍したが、現在はすべて廃車となっている。

## 概要
1966年・1967年（昭和42年）に大阪市電3001形の3021号から3024号の4両を購入し、ナニワ工機で2車体連接車に改造した。4両を4編成に改造したため、701ABは3021号・3022号の、703ABは3023号・3024号の車体を流用し、702ABと704ABの車体は新製した。車体外観は流用車・新製車ともにほぼ同一であるが、車掌窓と側窓の形状に差異が見られた。前面は同じく元大阪市電2601形の800形と同様に鹿児島市電の車両限界に合わせて先端部が絞り込まれ、同時に正面窓上の傾斜もなくなったため、大阪時代とは印象が変わっていた。側面は扉が1編成に3箇所設けられ、車内はロングシートである。
走行機器は3001形のものを引き継ぎ、鹿児島市電初の直角カルダン駆動・間接自動制御車となった。台車は両端の台車は種車のFS-252形台車をそのまま流用したが、連節車化に伴い不足する中間台車についてはNK-26形台車を新製した。主電動機は両端の台車のみに搭載され中間台車は付随台車とされたが、連節車化に伴う出力向上などの対策は講じられず、このことが後年同形式の寿命を縮める要因の一つとなる。
ブレーキについては、3001形は発電ブレーキと空気ブレーキを併用していたが、操作を主幹制御器とブレーキ弁でそれぞれ個別に行うもので扱いが難しかったことから、本車ではブレーキ弁を発電ブレーキ制御用の電気接点を有するものに換装し、ブレーキ弁ハンドルで双方のブレーキを操作するように改められている。台車下に装備されたトラックブレーキも引き続き使用された。
車籍は3001形のものを引き継がず、新造扱いとされた。なお連接車のため、営業運行時には常時車掌が乗務した。

## 歴史

### 沿革
- 1966年（昭和41年） - 701,702 の運行開始[1]。

## 運用
収容力の大きい連接車のため、ラッシュ時を中心に使用されたが、ボギー車当時と編成当たりの主電動機出力が変わらないため連節車としては力不足で乗務員に嫌われたこと、運行時に車掌が乗務しなければならないこと、そして乗客減などの要因により、1979年（昭和54年）に休車となっていた701ABと703ABが廃車になった。その後、1985年（昭和60年）に伊敷線と上町線が廃止になると1987年（昭和62年）に702ABが廃車になった。
残存した704AB編成は1990年（平成2年）に冷房化改造を受けた。この際に前照灯が今までの埋め込みタイプのものから独立した砲弾型のものに交換された。704AB編成も1994年（平成6年）廃車になり、形式消滅した。最後までワンマン化改造はなされず、車掌が乗務していた。
廃車になった車両はすべて解体処分されている。FS-252台車のみが交通局内で倉庫として利用されていた800形810号の仮台車として活用され、あたかも大阪市電3001形が蘇ったかのような体を成していたが、こちらも既に810号の車体ごと処分されており、当形式を偲ぶものは現存しない。
なお、鹿児島市電の連接車はその後2002年に1000形（ただし登録上は連接車ではない）が、2007年には7000形が登場している。また、2017年には2車体連接車の7500形が登場した。
ラッシュ時に主に運用された。